# QuickPascal
QuickPascal était un compilateur de Pascal pour MS-DOS, compatible avec Turbo Pascal et commercialisé par Microsoft en 1989.